# 미겔 보르하
미겔 앙헬 보르하 에르난데스(스페인어: Miguel Ángel Borja Hernández, 1993년 1월 26일 ~ )는 짧게 미겔 보르하라고도 불리는 콜롬비아의 축구 선수로, 포지션은 공격수이다. 현재 아르헨티나 프리메라 디비시온의 CA 리버 플레이트에서 활약하고 있다.

## 선수 생활
미겔 보르하는 데포르티보 칼리에서 축구를 시작하였고, 2011년 쿠쿠타 데포르티보로 이적하였다. 그다지 많은 출장을 기록하지 못한 미겔 보르하는 이후 2부 리그인 카테고리아 프리메라 B의 코르툴루아로 이적하였고, 그는 이 곳에서 완벽한 공격수라는 수식어를 가지며 성장해 나갔다. 2013년 라 에키다드로 잠시 임대를 떠난 이후, 같은 해 이탈리아 세리에 A의 AS 리보르노 칼초로 15만 유로의 임대료와 150만 유로의 완전이적 조항과 함께 임대를 떠났다. 10월 20일 UC 삼프도리아와의 경기에 교체 출장하며, 세리에 A 데뷔 무대를 가졌다. 임대 종료 이후 아르헨티나의 올림포로 잠시 임대를 떠났으며, 2015년 리보르노로부터 완전 이적 제의가 와 합의를 마치고 이적하였다.
그러나 완전 이적 이후 경기에 출장하지 못한 미겔 보르하는 인데펜디엔테 산타페로 임대를 떠나며, 콜롬비아로 복귀하였다.
2017년 2월 9일 미겔 보르하는 브라질의 SE 파우메이라스와 5년 계약에 합의하였으며, 약 1천만 미국 달러의 이적료로 이적하였다. 이는 브라질 축구 역사상 네번째로 비싼 이적료 지출이었다.

## 선수 기록

### 구단 기록
2017년 10월 31일 기준
| 선수 기록       | 선수 기록           | 선수 기록       | 리그 | 리그 | FA컵 | FA컵 | 리그컵 | 리그컵 | 대륙대회 | 대륙대회 | 총합 | 총합 |
| 시즌            | 구단                | 리그            | 출장 | 득점 | 출장 | 득점 | 출장   | 득점   | 출장     | 득점     | 출장 | 득점 |
| 콜롬비아        | 콜롬비아            | 콜롬비아        | 리그 | 리그 | FA컵 | FA컵 | 리그컵 | 리그컵 | 대륙대회 | 대륙대회 | 총합 | 총합 |
| --------------- | ------------------- | --------------- | ---- | ---- | ---- | ---- | ------ | ------ | -------- | -------- | ---- | ---- |
| 2011            | 데포르티보 칼리     | CPA             | 0    | 0    | 1    | 0    | 0      | 0      | -        | -        | 1    | 0    |
| 2011            | 쿠쿠타 데포르티보   | CPA             | 5    | 0    | 0    | 0    | -      | -      | 0        | 0        | 5    | 0    |
| 2012            | 코르툴루아          | CPA             | 22   | 4    | 5    | 0    | -      | -      | 0        | 0        | 27   | 4    |
| 2013            | 코르툴루아          | CPA             | 11   | 4    | 4    | 2    | -      | -      | 0        | 0        | 15   | 6    |
| 2013            | 라 에키다드         | CPA             | 2    | 4    | 0    | 0    | 0      | 0      | -        | -        | 2    | 4    |
| 이탈리아        | 이탈리아            | 이탈리아        | 리그 | 리그 | FA컵 | FA컵 | 리그컵 | 리그컵 | 대륙대회 | 대륙대회 | 총합 | 총합 |
| 2013-14         | 리보르노            | 세리에 A        | 16   | 3    | 0    | 0    | -      | -      | 0        | 0        | 16   | 3    |
| 아르헨티나      | 아르헨티나          | 아르헨티나      | 리그 | 리그 | FA컵 | FA컵 | 리그컵 | 리그컵 | 대륙대회 | 대륙대회 | 총합 | 총합 |
| 2014            | 올림포              | 아르헨 프리메라 | 16   | 3    | 0    | 0    | -      | -      | 0        | 0        | 16   | 3    |
| 콜롬비아        | 콜롬비아            | 콜롬비아        | 리그 | 리그 | FA컵 | FA컵 | 리그컵 | 리그컵 | 대륙대회 | 대륙대회 | 총합 | 총합 |
| 2015            | 인데펜디엔테 산타페 | CPA             | 33   | 10   | 5    | 0    | -      | -      | 11       | 0        | 49   | 10   |
| 2016            | 코르툴루아          | CPA             | 21   | 19   | 3    | 3    | -      | -      | 0        | 0        | 24   | 22   |
| 2016            | 아틀레티코 나시오날 | CPA             | 7    | 1    | 6    | 5    | -      | -      | 14       | 11       | 27   | 17   |
| 브라질          | 브라질              | 브라질          | 리그 | 리그 | FA컵 | FA컵 | 주리그 | 주리그 | 대륙대회 | 대륙대회 | 총합 | 총합 |
| 2017            | 파우메이라스        | 세리이 A        | 21   | 6    | 4    | 0    | 7      | 0      | 8        | 4        | 40   | 10   |
| 콜롬비아 통산   | 콜롬비아 통산       | 콜롬비아 통산   | 101  | 42   | 24   | 10   | 0      | 0      | 25       | 11       | 150  | 63   |
| 브라질 통산     | 브라질 통산         | 브라질 통산     | 21   | 6    | 4    | 0    | 7      | 0      | 8        | 4        | 40   | 10   |
| 아르헨티나 통산 | 아르헨티나 통산     | 아르헨티나 통산 | 16   | 3    | 0    | 0    | 0      | 0      | 0        | 0        | 16   | 3    |
| 이탈리아 통산   | 이탈리아 통산       | 이탈리아 통산   | 8    | 0    | 0    | 0    | 0      | 0      | 0        | 0        | 8    | 0    |
| 커리어 통산     | 커리어 통산         | 커리어 통산     | 146  | 51   | 28   | 10   | 7      | 0      | 33       | 15       | 214  | 76   |

### 국가대표 기록

#### 국가대표 득점 기록
콜롬비아의 득점이 항상 우선 표기된다
| 콜롬비아 | 콜롬비아         | 콜롬비아                             | 콜롬비아       | 콜롬비아 | 콜롬비아 | 콜롬비아  |
| No.      | 날짜             | 장소                                 | 상대           | 득점     | 결과     | 대회      |
| -------- | ---------------- | ------------------------------------ | -------------- | -------- | -------- | --------- |
| 1.       | 2017년 11월 14일 | 중국 충칭 시 충칭 올림픽 스포츠 센터 | 중화인민공화국 | 3–0      | 4–0      | 친선 경기 |
| 2.       | 2017년 11월 14일 | 중국 충칭 시 충칭 올림픽 스포츠 센터 | 중화인민공화국 | 4–0      | 4–0      | 친선 경기 |

## 수상

### 구단

#### 인데펜디엔테 산타페
- 코파 수다메리카나 : 2015
- 수페르리가 콜롬비아나 : 2015

#### 아틀레티코 나시오날
- 수페르리가 콜롬비아나 : 2016
- 코파 리베르타도레스 : 2016

### 국가대표

#### 콜롬비아 U-20
- CONMEBOL U-20 축구 선수권 대회 : 2013